# Grotte de Mawmluh

La grotte de Mawmluh (Krem Mawmluh ou Krem Mawkhyrdop, « Krem » voulant dire « grotte » en langue khasi) est située dans les collines de Khasi près de Cherrapunji (Sohra), ville du Meghalaya, dans le Nord-Est de l'Inde.
L’existence de la grotte a été rapportée en 1854 par le géologue Thomas Oldham,. Le développement de la grotte est de 7,1 km. La galerie principale comporte une cavité de grandes dimensions appelée salle des Chauves-souris (Bat Hall en anglais)  en raison d’une population importante de chiroptères.
Une des stalagmites de la grotte sert de point stratotypique mondial pour définir la base du Meghalayen, dernier étage géologique de l’Holocène. Cette stalagmite, répertoriée KM-A (KM pour Krem Mawmluh), a été collectée dans une cavité à environ 1 500 m de l'entrée de la grotte,.